# Sergio Peña (calciatore honduregno)
Sergio Salvador Peña Zelaya (Tocoa, 9 maggio 1987) è un calciatore honduregno, centrocampista del Vida.

## Carriera

### Club
Ha giocato nel campionato honduregno e statunitense.

### Nazionale
Ha esordito con la maglia della nazionale il 12 luglio 2017 in occasione del match Honduras-Guyana Francese (3-0, a tavolino) della fase a gironi della Gold Cup 2017.